# 达光王国
达光王国是中国云南省德宏傣族传说中存在于公元前4世纪到公元6世纪时期的一个古国，范围包括今缅甸北部、云南德宏地区，王城位于达光。“达光王国”的纪事，见于《嘿勐咕勐》和《萨省腊莽鉴》两本傣文史书:2-3。
2007年，云南大学历史教授何平撰文证明傣族历史上没有“达光王国”，实际是缅甸太公王国故事流传到德宏傣族地区，“傣化”并写入了傣族文献中的传说故事。

## 传说

### 莽纪拉扎王朝

#### 《嘿勐咕勐》
前424年，佛光普照大地，各地已经出现了国王。前364年，莽纪拉扎在罕萨建立王城，前301年又在达碧建立王城，达碧即是达光。前297年，出现了一位英勇的国王统一各邦，建起一个强大的国家。前246年，铎达蚌继承王位，将国土拓展到海边。铎达蚌家族延续九代，最后由坦玛利继承王位，因坦玛利无嗣，众大臣公推国王的族侄为王储。这时，城中的大佛爷突然听到寺庙里报晓的公鸡说“谁吃了我的头，他就是这里的国王”。老佛爷命小和尚杀鸡，用煮熟的全鸡供奉佛祖，小和尚捞熟鸡到供盘中时，鸡头突然掉落灰中。因用沾灰的鸡头供奉不虔诚，小和尚就把鸡头吃了。老佛爷意识到这是佛祖旨意，就将小和尚送给国王的大臣作随从，国王见小和尚人才出众，决定收为养子。国王辞世后，小和尚继承王位。小和尚家的王朝传袭十四代在公元233年结束统治。:53-58

#### 《萨省腊莽鉴》
前244年，占达目里迪巴厘自广洞、广进过南鸠江，在江东岸建立达光王国。无子，由女承王位，女王与妖龙为害。巩玛利斩除妖龙，被拥立为王。王子马哈尚瓦法和朱拉尚瓦法在出生不久后成为盲人，巩玛利按占卜师所言，将二子放在木筏上随江漂流而下。兄弟两人在途中遇神女救助，重现光明，于是上岸定居，派人禀告父王。父王得知后十分高兴，封兄弟两人为“萨利许达城王”。不久，兄亡弟袭，后由兄之子铎达蚌袭位。铎达蚌很有才干，扩建了萨利许达王城。铎达蚌王族前后共传53世，历时六百余年。:3-4

### 尚穆达王朝

#### 《嘿勐咕勐》
一天，龙王的公主来到人间闲游，她优美的歌声吸引了太阳宫里的太阳公子来到人间。太阳公子与龙王公主相爱，生下了三个巨大的蛋，其中一个蛋里走出了英俊的少年列米满阿銮。天皇赠给列米满一套宝弓神箭，第一天列米满射杀了为害一方的大公猪，第二天又射死了吃人的楞戛鸟。蒲甘国王将列米满召为驸马，国王去世后，众大臣拥立列米满为新国王。传袭五代后继位的是尚列佐满，他带领百姓来到靠近大海的南鸠江边，砍伐森林建起新的城镇。这时南鸠江上游有一人被杀，死尸变成一个恶灵，人们不敢在此居住，纷纷逃回蒲甘。不久后死尸漂到蒲甘城外，蒲甘王派人把死尸厚葬，并封为蒲甘城守护大神，此后蒲甘国更加的兴旺发达。国王死后，因子年幼，大臣请一位和尚来当国王，王妃带国王世子尚列佐逃出王宫。四十多年后，和尚国王祭祀时，树神开口说只有已故国王的世子才有资格做主祭人。和尚国王遂派人寻回尚列佐，并封其为副王。和尚死后尚列佐成为国王，其后传了36代，至586年结束。:58-62

#### 《萨省腊莽鉴》
达光王尚穆达将王城迁到补甘姆，因不遵从佛法，国内出现了野猪、巨鸟和巨龟为害。太阳神和龙女相爱，生下三个神蛋，因太阳神久不回归，龙女气愤至极将三个神蛋抛出。其中一枚被农家孤独老夫妇捡到，这颗蛋在156年破裂，走出一个聪明俊俏的小男孩，老夫妇为其取名贡玛法。贡玛法长大后，天神赠予神弓和宝剑，贡玛法一举将野猪、巨鸟和巨龟斩杀，被拥立为王。《萨省腊莽鉴》只记载了王位传到32世时由洛拉玛化继承，没有记载尚穆达王朝如何消亡。:23-24

## 历史性

### 概念的提出与反对
《嘿勐咕勐》成书于1886年:331，另一部成书于14世纪末的傣文史书《银云瑞雾的勐果占璧简史》却未提到傣族于公元前已建立“达光王国”:1。1987年，德宏州文联傣族学者龚肃政将《嘿勐咕勐》翻译为汉文，杨永生注释后交由云南民族出版社出版，收录在《云南省少数民族古籍译丛 第19辑》。随后，杨永生在云南大学主办的社会科学类期刊《思想战线》1995年第1期发布了论文《“乘象国滇越”考》，提出“达光王国是傣族建立的古国”的观点，引起民族史学界注意。2006年和2007年，云南大学历史系教授何平先后撰文《澄清傣族早期历史研究中的一个讹误“达光王国”真相还原》（发表于《广西民族研究》）、《傣族历史上并没有一个“达光王国”——与杨永生先生商榷》（发表于《民族研究》），证明达光王国实际是缅甸太公王国的传说故事，流传到德宏傣族地区并“傣化”后写入傣族文献，傣族历史上没有达光王国。《傣族历史上并没有一个“达光王国”——与杨永生先生商榷》一文在2009年获得云南省第十二次哲学社会科学优秀成果二等奖:410。

### 蓝本与争议
“达光王国”的传说与缅甸太公王国的传说高度相似。达光王国“萨利许达城王”兄弟及其子铎达蚌的故事，与《琉璃宫史》记载的太公王国摩诃丹婆瓦、苏拉丹婆瓦故事相似，他们因眼盲被父王追杀，母亲将其放在木筏上顺江而下，获得女妖帮助恢复了视力，最后建立室利差呾罗王国，王位继承顺序同样是弟承兄位，兄之子再承王位:135-146。莽纪拉扎王朝小和尚吃鸡头继承王位的故事，与《琉璃宫史》记述的室利差呾罗“鄂达巴”王的故事几乎一模一样:148-149。尚穆达王朝时期龙公主与太阳神的儿子列米满阿銮（贡玛法）射死大猪和恶鸟的故事，则与缅甸蒲甘王朝著名君主骠绍梯的故事非常相似:157-158。德宏学者注意到了缅甸太公王国的存在，杨永生称“达光一名，我国史书自元代以来即沿译为太公”，认为达光王国就是太公王国。
德宏州史志学会副理事长杨永生《“乘象国滇越”考》、德宏州傣学学会《勐卯弄傣族历史研究》提出，“达光王国”就是汉代史籍记载的滇越、掸国，达光是傣族先民的国家:8-11。滇越和掸国本身的地望具有很大争议，不能断定位于滇西缅北地区，滇越可能是南亚古国，掸国可能是西亚、南亚或下缅甸古国；另一方面，德宏傣族直到唐代才进入阶级社会:111，进入封建社会则是十三到十四世纪的事:233，《勐卯弄傣族历史研究》分析王国的特征认为，达光是部落联盟时代的国家:18。《嘿勐咕勐》记载，公元前424年的达光已经“佛光普照大地”，但是佛教首次传入德宏傣族地区是勐卯君主召武定时代:390（约公元八世纪，与传入南诏为同一时间:299）；到明初勐卯思伦法时期，民间仍未大规模信教；14世纪的缅甸碑铭还用“异教徒”一词来称呼傣掸民族，缅甸掸族同样尚未信奉上座部佛教。